# Джарджора, Амин-Салим
Амин-Салим Джарджора (араб. أمين سليم جرجورة‎, ивр. אָמִין־סָלִים גָ׳רְג׳וֹרַה‎; 12 октября 1886, Назарет — 20 августа 1975, Назарет, Северный округ) — израильский арабский общественный и политический деятель, адвокат, депутат кнессета 1-го созыва от партии «Демократический список Назарета», мэр Назарета в 1954—1960 годах.

## Биография
Родился в 1886 году в Назарете, Османская империя (ныне Израиль). Получил среднее образование в Иерусалиме, а затем учился в юридической школе в Иерусалиме, затем до 1914 года преподавал в русской школе в Назарете. В 1914—1918 служил в Армии Османской империи.
В 1922—1926 годах работал преподавателем в иерусалимском колледже «Эль-Рашадия», работал адвокатом в Хайфе и Назарете. В 1949 году возглавил партию «Демократический список Назарета» на выборах в кнессет 1-го созыва, был избран депутатом и работал в комиссии по законодательству переходного периода, комиссии по делам кнессета и в законодательной комиссии.
В 1954—1960 годах был мэром Назарета.
Умер 20 августа 1975 года.